# Кинг, Брюс
Брюс Кинг (англ. Bruce King; 6 апреля 1924, Stanley, Нью-Мексико — 13 ноября 2009, Stanley, Нью-Мексико) — американский государственный и политический деятель. Бывший член Демократической партии, являлся губернатором дольше всех в истории Нью-Мексико, проработав 12 лет.

## Биография
Родился 6 апреля 1924 года в Стэнли, штат Нью-Мексико. Служил в армии США во время Второй мировой войны. После окончания войны учился в Университете Нью-Мексико в Альбукерке. В 1954 году начал карьеру политика, когда был избран в совет уполномоченных округа Санта-Фе. Был переизбран и занимал пост председателя совета во время второго срока.
В 1959 году был избран в Палату представителей Нью-Мексико. Пять раз подряд избирался в Палату представителей и в течение трех из них был спикером Палаты представителей. С 1968 по 1969 год был председателем Демократической партии штата Нью-Мексико. В 1969 году также был председателем Конституционного собрания штата.
В 1970 году был избран губернатором, победив республиканца Пита Доменичи. Являлся 23-м, 25-м и 28-м губернатором штата Нью-Мексико с 1971 по 1975 год, с 1979 по 1983 год, с 1991 по 1995 год. Сроки не были последовательными, поскольку конституция Нью-Мексико не позволяла губернаторам сменять себя до 1991 года из-за ограничения сроков.
Стал первым губернатором, который смог бы сменить себя после того, как были изменены законы об ограничении срока полномочий, и баллотировался на переизбрание в 1994 году, но потерпел поражение в борьбе за четвертый срок от бизнесмена-республиканца Гэри Джонсона.

## Личная жизнь
61 год был женат на Элис Кинг, до её смерти 7 декабря 2008 года. Их сын Гэри Кинг занимал пост генерального прокурора Нью-Мексико с 2007 по 2015 год и был кандидатом от Демократической партии на должность губернатора в 2014 году.
В сентябре 2009 года ему был переустановлен электрокардиостимулятор, первично имплантированный после сердечного приступа в 1997 году. Скончался 13 ноября 2009 года в городе Стэнли в возрасте 85 лет.